# 小沢峠
小沢峠（こさわとうげ）は、東京都青梅市と埼玉県飯能市の間にある峠。

## 概要
東京都と埼玉県の都県境の車道峠としては最も西部にあり、峠のほぼ直下を東京都道・埼玉県道53号青梅秩父線の小沢トンネルで越える。トンネルの前後は、埼玉県側はワインディングロードであるのに対し、東京都側は約500mのストレートとなっている。